# Zilog Z280
Zilog Z280 — 16-битный микропроцессор, обладающий усовершенствованной по сравнению с Z80-архитектурой, выпущенный в июле 1987 года. В данном процессоре был добавлен блок управления памятью (MMU — memory management unit) для расширения объёма адресуемой памяти до 16 МБ, дополнительные функции для многозадачности, мультипроцессорности, сопроцессор, кэш объёмом 256 байт и большое количество новых инструкций и режимов адресации памяти (более 2000 комбинаций). Он способен эффективно обрабатывать 32-битные операции с данными, включая аппаратное умножение, деление и знаковое расширение. Он предлагает режимы работы супервизора и пользователя, а также дополнительно разделяет адресные пространства для инструкций и данных в обоих режимах (всего четыре возможных адресных пространства). В отличие от Z80, Z280 использует мультиплексную схему для шин адреса и данных. Архитектурно близок к проекту Zilog Z800 1985 года. Внутренняя тактовая частота была в 2 или 4 раза выше внешнего тактового сигнала (т.е. 16-МГц процессор с 4-МГц шиной). Более поздние улучшения в семействе Z80 были более успешны, например, Hitachi HD64180 и Zilog eZ80.